# Kamaishi
Kamaishi (釜石市 Kamaishi-shi?) es una ciudad localizada en la prefectura de Iwate, Japón. En octubre de 2019 tenía una población estimada de 34.118 habitantes y una densidad de población de 77,5 personas por km². Su área total es de 440,34 km².

## Geografía

### Localidades circundantes
- Prefectura de Iwate
  - Ōfunato
  - Ōtsuchi
  - Sumita
  - Tōno

## Demografía
Según los datos del censo japonés, esta es la población de Kamaishi en los últimos años.
| 1995   | 2000   | 2005   | 2010   | 2015   |
| ------ | ------ | ------ | ------ | ------ |
| 49.447 | 46.521 | 42.987 | 39.574 | 36.802 |

## Clima
| Parámetros climáticos promedio de Kamaishi（1981 - 2010） | Parámetros climáticos promedio de Kamaishi（1981 - 2010） | Parámetros climáticos promedio de Kamaishi（1981 - 2010） | Parámetros climáticos promedio de Kamaishi（1981 - 2010） | Parámetros climáticos promedio de Kamaishi（1981 - 2010） | Parámetros climáticos promedio de Kamaishi（1981 - 2010） | Parámetros climáticos promedio de Kamaishi（1981 - 2010） | Parámetros climáticos promedio de Kamaishi（1981 - 2010） | Parámetros climáticos promedio de Kamaishi（1981 - 2010） | Parámetros climáticos promedio de Kamaishi（1981 - 2010） | Parámetros climáticos promedio de Kamaishi（1981 - 2010） | Parámetros climáticos promedio de Kamaishi（1981 - 2010） | Parámetros climáticos promedio de Kamaishi（1981 - 2010） | Parámetros climáticos promedio de Kamaishi（1981 - 2010） |
| Mes                                                       | Ene.                                                      | Feb.                                                      | Mar.                                                      | Abr.                                                      | May.                                                      | Jun.                                                      | Jul.                                                      | Ago.                                                      | Sep.                                                      | Oct.                                                      | Nov.                                                      | Dic.                                                      | Anual                                                     |
| --------------------------------------------------------- | --------------------------------------------------------- | --------------------------------------------------------- | --------------------------------------------------------- | --------------------------------------------------------- | --------------------------------------------------------- | --------------------------------------------------------- | --------------------------------------------------------- | --------------------------------------------------------- | --------------------------------------------------------- | --------------------------------------------------------- | --------------------------------------------------------- | --------------------------------------------------------- | --------------------------------------------------------- |
| Temp. máx. abs. (°C)                                      | 15.9                                                      | 19.3                                                      | 23.0                                                      | 31.3                                                      | 34.7                                                      | 37.8                                                      | 38.4                                                      | 38.8                                                      | 35.6                                                      | 30.3                                                      | 23.8                                                      | 20.9                                                      | '                                                         |
| Temp. máx. media (°C)                                     | 5.0                                                       | 5.3                                                       | 8.5                                                       | 14.8                                                      | 19.3                                                      | 21.6                                                      | 25.1                                                      | 27.5                                                      | 23.8                                                      | 19.0                                                      | 13.5                                                      | 8.1                                                       | 16                                                        |
| Temp. media (°C)                                          | 0.8                                                       | 1.0                                                       | 3.8                                                       | 9.4                                                       | 13.9                                                      | 17.1                                                      | 20.8                                                      | 23.0                                                      | 19.2                                                      | 13.6                                                      | 8.2                                                       | 3.7                                                       | 11.2                                                      |
| Temp. mín. media (°C)                                     | -3.1                                                      | -3.1                                                      | -0.8                                                      | 4.2                                                       | 8.9                                                       | 13.3                                                      | 17.5                                                      | 19.4                                                      | 15.4                                                      | 9.0                                                       | 3.4                                                       | -0.4                                                      | 7                                                         |
| Temp. mín. abs. (°C)                                      | -11.4                                                     | -12.9                                                     | -9.2                                                      | -4.2                                                      | 0.3                                                       | 3.1                                                       | 8.3                                                       | 9.9                                                       | 6.2                                                       | 0.0                                                       | -4.9                                                      | -10.1                                                     | '                                                         |
| Precipitación total (mm)                                  | 62.5                                                      | 62.1                                                      | 108.7                                                     | 153.7                                                     | 141.7                                                     | 172.1                                                     | 192.2                                                     | 240.0                                                     | 254.7                                                     | 168.8                                                     | 107.0                                                     | 66.7                                                      | 1730.2                                                    |
| Fuente: m de Japón 20 de julio de 2015                    |                                                           |                                                           |                                                           |                                                           |                                                           |                                                           |                                                           |                                                           |                                                           |                                                           |                                                           |                                                           |                                                           |
| Fuente n.º 2: m de Japón                                  |                                                           |                                                           |                                                           |                                                           |                                                           |                                                           |                                                           |                                                           |                                                           |                                                           |                                                           |                                                           |                                                           |

## Relaciones internacionales

### Ciudades hermanadas
- Digne-les-Bains, Francia – desde el 20 de abril de 1994